# Österreichischer Volleyball-Cup 2017/18 (Frauen)
Der Österreichische Volleyball-Cup der Frauen wurde in der Saison 2017/18 vom Österreichischen Volleyballverband zum 38. Mal ausgespielt und begann am 26. September 2017 mit der ersten Runde und endete am 3. März 2018 mit dem Finale. Der Pokal ging an den UVC Graz.

## Teilnehmende Mannschaften
Für den österreichischen Volleyball-Cup haben sich anhand der Teilnahme der Ligen der Saison 2017/18 folgende 30 Mannschaften, die nach der Saisonplatzierung der Austrian Volley League Women 2016/17, der 2. Bundesliga Nord 2016/17 und der 2. Bundesliga Süd 2016/17 geordnet sind, qualifiziert. Teams, die als durchgestrichen gekennzeichnet sind, nahmen am Wettbewerb aus diversen Gründen nicht am Wettbewerb teil oder sind die erste Mannschaften und spielten daher nicht um den Pokal mit. Weiters konnten noch der Landescupsieger, der Landesmeister oder deren Vertreter der Saison 2016/17 teilnehmen.
| Austrian Volley League Women (10) | 2. Bundesliga Meisterrunde (8) |
| --- | --- |
| - SG VB NÖ Sokol/Post (NÖ) (M) - ASKÖ Linz Steg (OÖ) - UVC Graz (ST) (C) - VC Tirol (T) - SG Wildcats/VBK Klagenfurt (K) - SG VBV Trofaiach/WSV Eisenerz (ST) - PSV VBG Salzburg (S) - SG Volleys Perg/Union Schwertberg (NÖ) statt SG Prinz Brunnenbau Volleys - TI-volley (T) - TSV Hartberg (ST) | - ATSE Graz (ST) - Union West-Wien (W) - VBC Krottendorf (ST) - SU Hotvolleys Ybbs (NÖ) - SU inzingvolley (T) - SSV HIB Liebenau (ST) - SG Union Bisamberg/Hollabrunn (NÖ) - Union volleyteam Südstadt (NÖ) |
| Frühjahrsdurchgang | |
| 2. Bundesliga Nord (4) | 2. Bundesliga Süd (3) |
| - VC Dornbirn (V) - TI-volley II (T) - UVV Seekirchen (S) - VC Mils (T) - UVC Mank (NÖ) - UVF Melk (OÖ) | - UVC Graz II (ST) - Volleys Brückl (K) - VBK Klagenfurt (K) - Volleys Jennersdorf (B) - ATSC Wildcats Klagenfurt II (K)                                                                                    |
| Landescupsieger und Landesmeister (5) | |
| - RB Speedvolley Grafenstein (K) - Volleystars Kärnten (K) - TV Oberndorf (S) | - ASKÖ Villach (K) - VBK Wolfsberg (K) |
| Erläuterungen Länderkürzel: (B): Burgenland, (K): Kärnten, (OÖ): Oberösterreich, (NÖ): Niederösterreich, (S): Salzburg, (ST): Steiermark, (T): Tirol, (W): Wien, (V): Vorarlberg | |

| (M) | amtierender Meister           |
| (C) | amtierender Cupsieger         |
| (N) | kein Neuaufsteiger der Saison |

## Turnierverlauf

### Vorrunde
| Datum             | Team 1                        | Team 2                                | Ergebnis                                |
| ----------------- | ----------------------------- | ------------------------------------- | --------------------------------------- |
| 26.09.2017, 19:30 | VBK Klagenfurt                | SG Wildcats Klagenfurt/VBK Klagenfurt | 0:3 (18:25, 9:25, 13:25)                |
| 30.09.2017, 15:00 | Union volleyteam Südstadt     | SU Hotvolleys Ybbs                    | 1:3 (18:25, 13:25, 25:21, 14:25)        |
| 30.09.2017, 16:00 | Volleys Brückl                | VBC Krottendorf                       | 0:3 (23:25, 20:25, 21:25)               |
| 30.09.2017, 17:00 | TI-volley                     | TV Oberndorf                          | 3:0 (25:12, 25:12, 25:18)               |
| 30.09.2017, 17:30 | SG Volleys Perg/Schwertberg   | ASKÖ Linz Steg                        | 3:2 (22:25, 25:22, 20:25, 25:21, 15:11) |
| 30.09.2017, 18:00 | UVC Mank                      | Union West-Wien                       | 0:3 (15:25, 20:25, 19:25)               |
| 30.09.2017, 18:00 | SU inzingvolley               | PSV VBG Salzburg                      | 0:3 (13:25, 25:27, 16:25)               |
| 30.09.2017, 18:00 | UVV Seekirchen                | VC Tirol                              | 1:3 (18:25, 18:25, 26:24, 7:25)         |
| 30.09.2017, 18:00 | RB Speedvolley Grafenstein    | VBK Wolfsberg                         | 0:3 (23:25, 26:28, 18:25)               |
| 30.09.2017, 18:00 | SG Union Bisamberg/Hollabrunn | SG VB NÖ Sokol/Post                   | 0:3 (14:25, 14:25, 11:25)               |
| 01.10.2017, 11:30 | VC Mils                       | VC Dornbirn                           | 1:3 (13:25, 20:25, 25:13, 21:25)        |
| 01.10.2017, 18:00 | ASKÖ Villach                  | UVC Graz                              | 0:3 (7:25, 8:25, 18:25)                 |
| 01.10.2017, 18:00 | ATSE Graz                     | Volleys Jennersdorf                   | 3:0 (25:7, 25:8, 25:18)                 |
| 03.10.2017, 20:00 | TSV Hartberg                  | SG VBV Trofaiach/WSV Eisenerz         | 0:3 (18:25, 16:25, 19:25)               |

### Achtelfinale
Folgende zwei Vereine stiegen in das Achtelfinale ein
SSV HIB Liebenau und Volleystars Kärnten.
| Datum             | Team 1                      | Team 2                                | Ergebnis                               |
| ----------------- | --------------------------- | ------------------------------------- | -------------------------------------- |
| 22.10.2017, 11:00 | SG Volleys Perg/Schwertberg | VC Dornbirn                           | 3:0 (25:7, 25:9, 25:4)                 |
| 22.10.2017, 12:30 | UVC Graz                    | VC Tirol                              | 3:0 (25:9, 25:16, 25:7)                |
| 22.10.2017, 14:30 | SSV HIB Liebenau            | VBK Wolfsberg                         | 3:1 (25:8, 24:26, 25:17, 25:20)        |
| 22.10.2017, 15:00 | TI-volley                   | SU Hotvolleys Ybbs                    | 3:0 (25:13, 25:22, 25:22)              |
| 22.10.2017, 15:00 | ATSE Graz                   | SG Wildcats Klagenfurt/VBK Klagenfurt | 1:3 (22:25, 23:25, 25:19, 16:25)       |
| 22.10.2017, 16:00 | SG VB NÖ Sokol/Post         | Union West-Wien                       | 3:0 (21:25, 19:25, 17:25)              |
| 22.10.2017, 18:00 | PSV VBG Salzburg            | SG VBV Trofaiach/WSV Eisenerz         | 3:2 (25:20, 18:25, 25:19, 18:25, 15:7) |
| 22.10.2017, 18:00 | Volleystars Kärnten         | VBC Krottendorf                       | 0:3 (11:25, 9:25, 10:25)               |

### Viertelfinale
| Datum             | Team 1                                | Team 2                      | Ergebnis                  |
| ----------------- | ------------------------------------- | --------------------------- | ------------------------- |
| 05.11.2017, 11:00 | TI-volley                             | SG Volleys Perg/Schwertberg | 0:3 (17:25, 12:25, 15:25) |
| 05.11.2017, 12:30 | UVC Graz                              | VBC Krottendorf             | 3:0 (25:12, 25:20, 25:7)  |
| 05.11.2017, 16:00 | SSV HIB Liebenau                      | SG VB NÖ Sokol/Post         | 0:3 (25:14, 25:12, 25:13) |
| 05.11.2017, 18:00 | SG Wildcats Klagenfurt/VBK Klagenfurt | PSV VBG Salzburg            | 3:0 (25:19, 25:12, 25:16) |

### Halbfinale
| Datum             | Team 1                      | Team 2                                | Ergebnis                         |
| ----------------- | --------------------------- | ------------------------------------- | -------------------------------- |
| 02.03.2018, 13:00 | SG Volleys Perg/Schwertberg | SG VB NÖ Sokol/Post                   | 0:3 (19:25, 15:25, 15:25)        |
| 02.03.2018, 15:30 | UVC Graz                    | SG Wildcats Klagenfurt/VBK Klagenfurt | 3:1 (25:23, 25:12, 14:25, 25:21) |

### Finale
| Datum             | Team 1   | Team 2              | Ergebnis                  |
| ----------------- | -------- | ------------------- | ------------------------- |
| 03.03.2018, 17:25 | UVC Graz | SG VB NÖ Sokol/Post | 3:0 (25:20, 25:22, 25:18) |